# Mers-les-Bains
Mers-les-Bains [mɛʁs le bɛ̃] ist eine französische Gemeinde mit 2.536 Einwohnern (Stand 1. Januar 2022) im Département Somme in der Region Hauts-de-France. Die Einwohner heißen Mersois.

## Lage
Mers-les-Bains ist die westlichste Gemeinde des Départements Somme. Sie liegt an der Küste des Ärmelkanals, an der Mündung der Bresle, die hier die Grenze zwischen Hauts-de-France und der Normandie bildet, eingebettet zwischen den Kreidefelsen. Für den Ort kennzeichnend sind zahlreiche Villen im Stile der 1860er Jahre. Auf der anderen Seite der Départements- und Regionsgrenze liegt Le Tréport. Der dann nächste größere Ort ist Eu. Das Gemeindegebiet liegt im Regionalen Naturpark Baie de Somme Picardie Maritime und grenzt seeseitig an den Meeresnaturpark Estuaires Picards et Mer d’Opale.

## Bevölkerungsentwicklung
| Jahr      | 1962 | 1968 | 1975 | 1982 | 1990 | 1999 | 2009 |
| Einwohner | 3834 | 4107 | 4628 | 3945 | 3540 | 3394 | 3124 |

## Verkehr

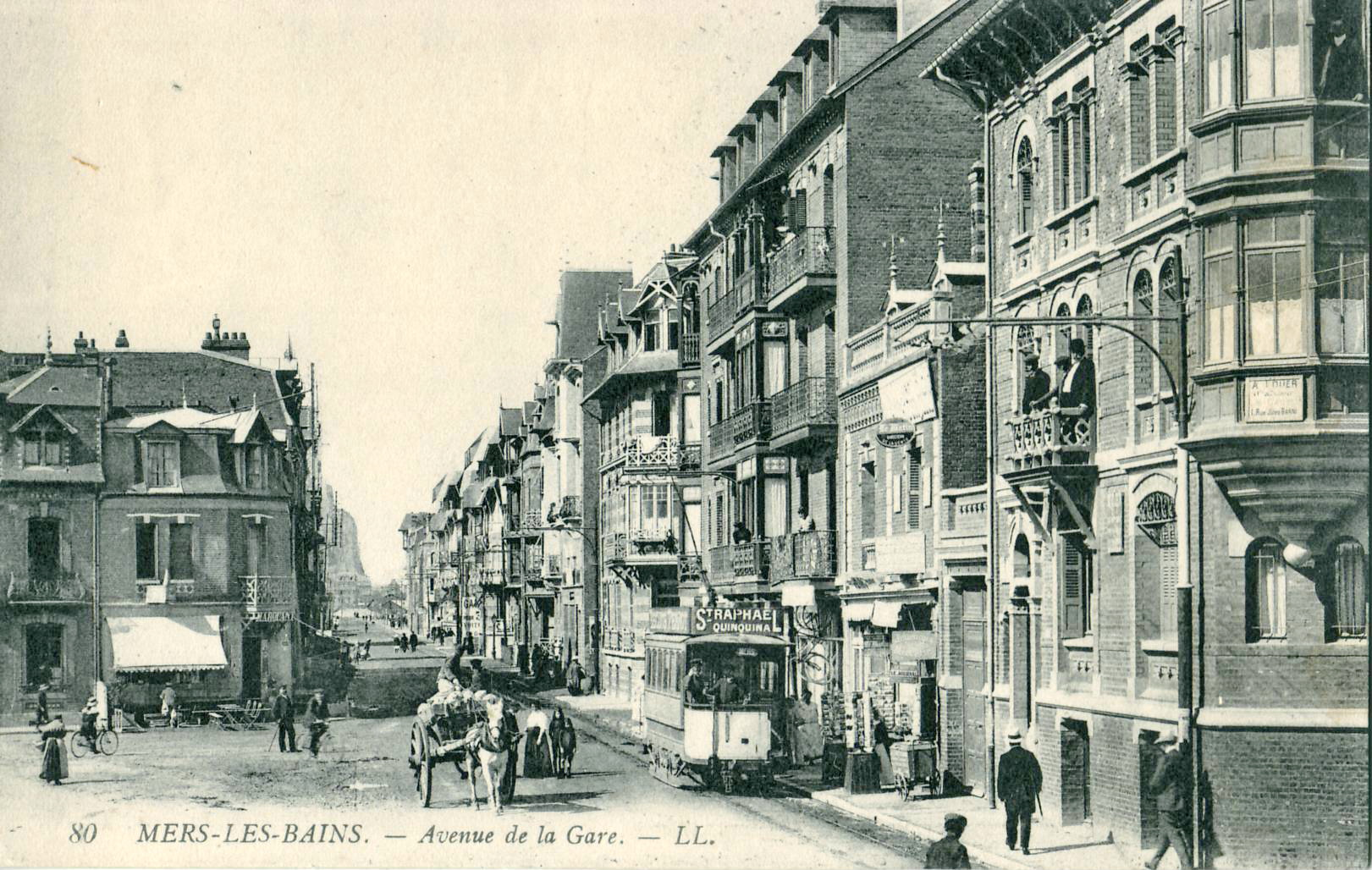
Straßenbahn in der Avenue de la Gare (heute Avenue du Maréchal Foch, vor 1914)

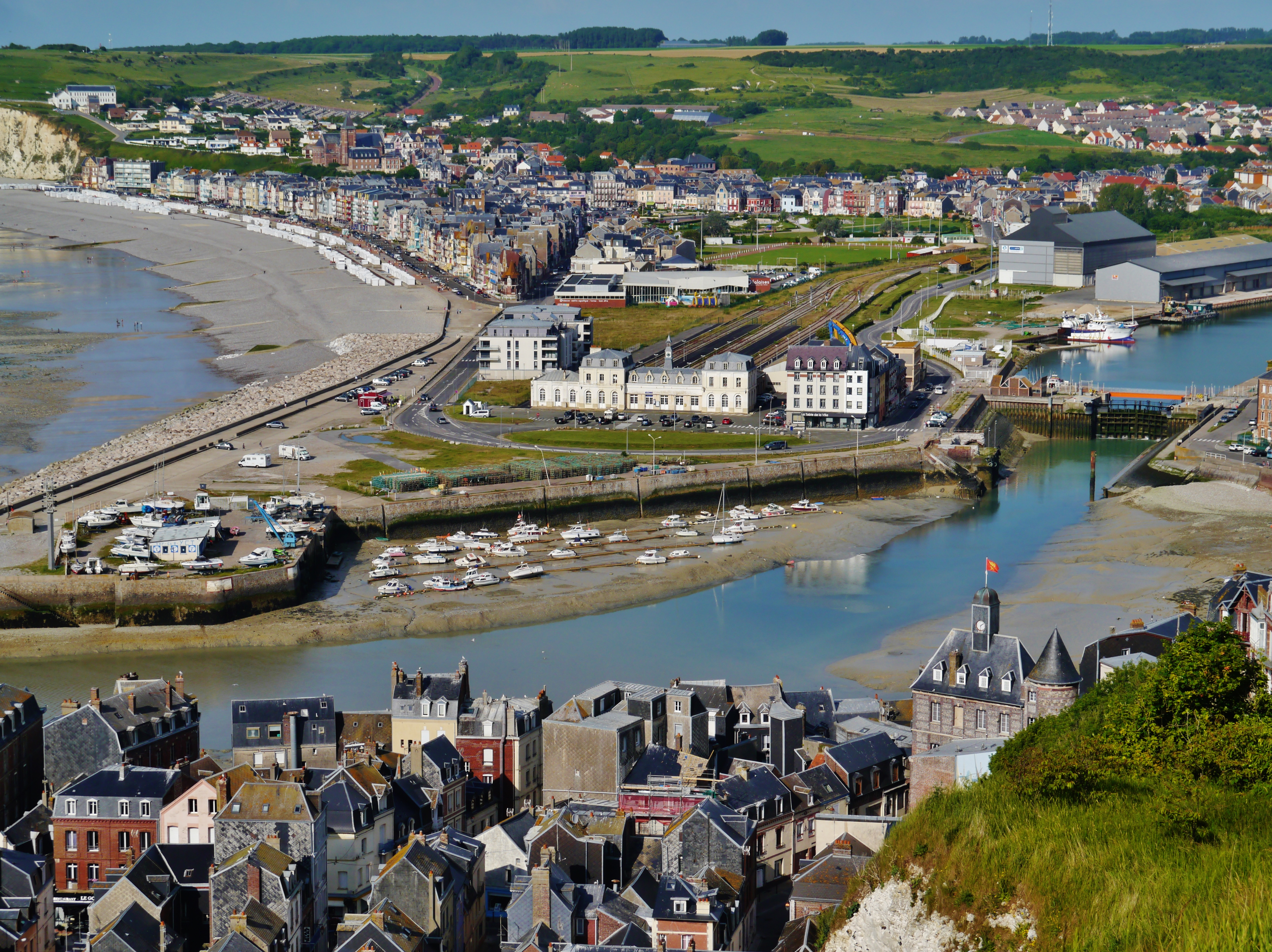
Bahnhof Le Tréport–Mers-les-Bains, dahinter Mers-les-Bains, im Vordergrund Le Tréport und die Bresle

Der Kopfbahnhof Le Tréport–Mers-les-Bains ist der Endpunkt der Bahnstrecke Épinay-Villetaneuse–Le Tréport-Mers, die am 18. Juli 1872 von der Compagnie du chemin de fer du Tréport eröffnet wurde. Der Personenbahnhof und das Empfangsgebäude liegen knapp südlich der Stadtgrenze auf dem Gebiet von Le Tréport. Einst verkehrten dort Schnellzüge der Compagnie des chemins de fer du Nord von und nach Paris; aktuell wird er von Zügen des TER Hauts-de-France aus Beauvais bedient.

Zwischen 1904 und 1932 verkehrte von Mers nach Eu und Le Tréport eine Straßenbahn. 

## Städtepartnerschaften
Mers-les-Bains unterhält eine Städtepartnerschaft mit der deutschen Stadt Beverungen in Nordrhein-Westfalen.

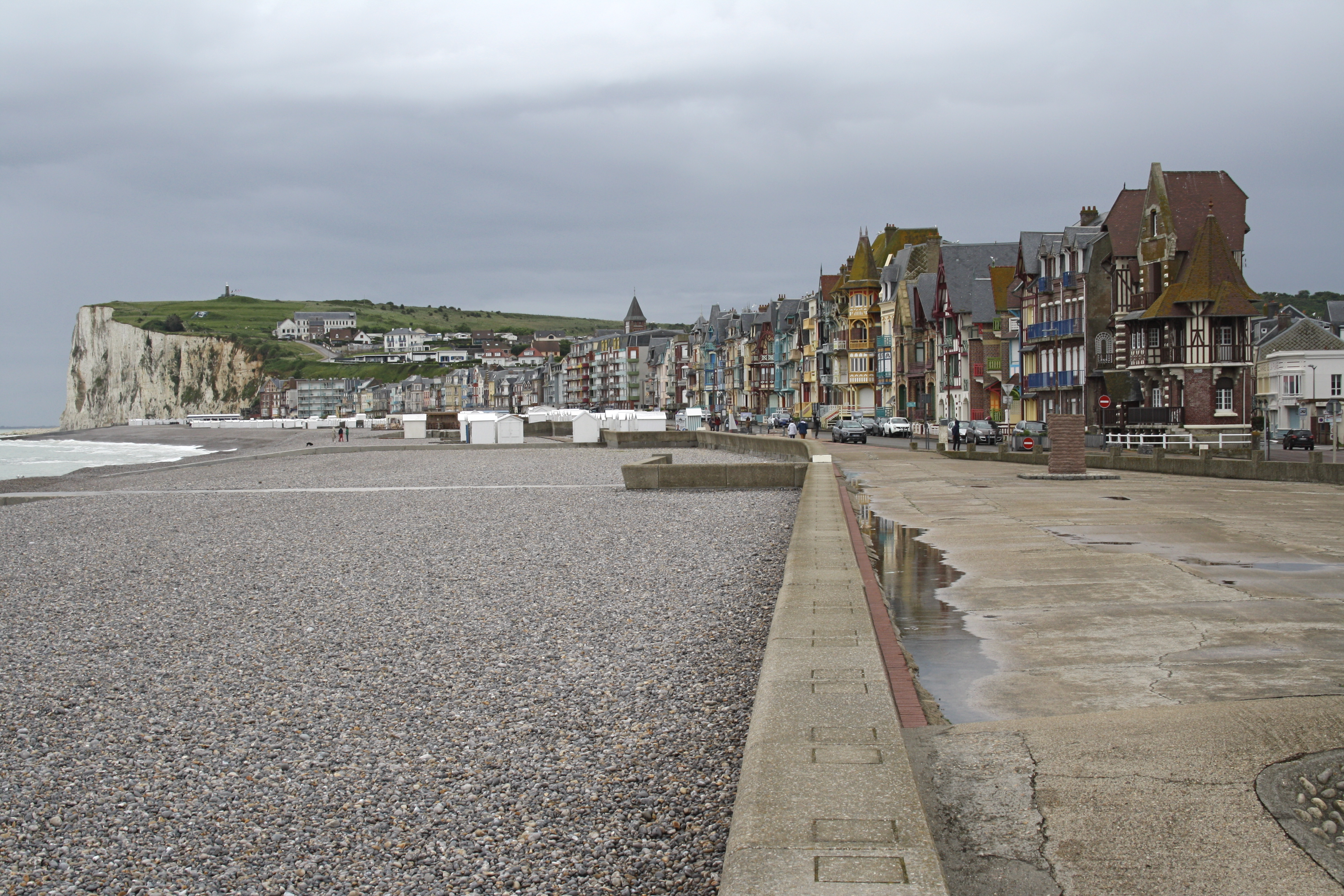
Esplanade du Général Leclerc
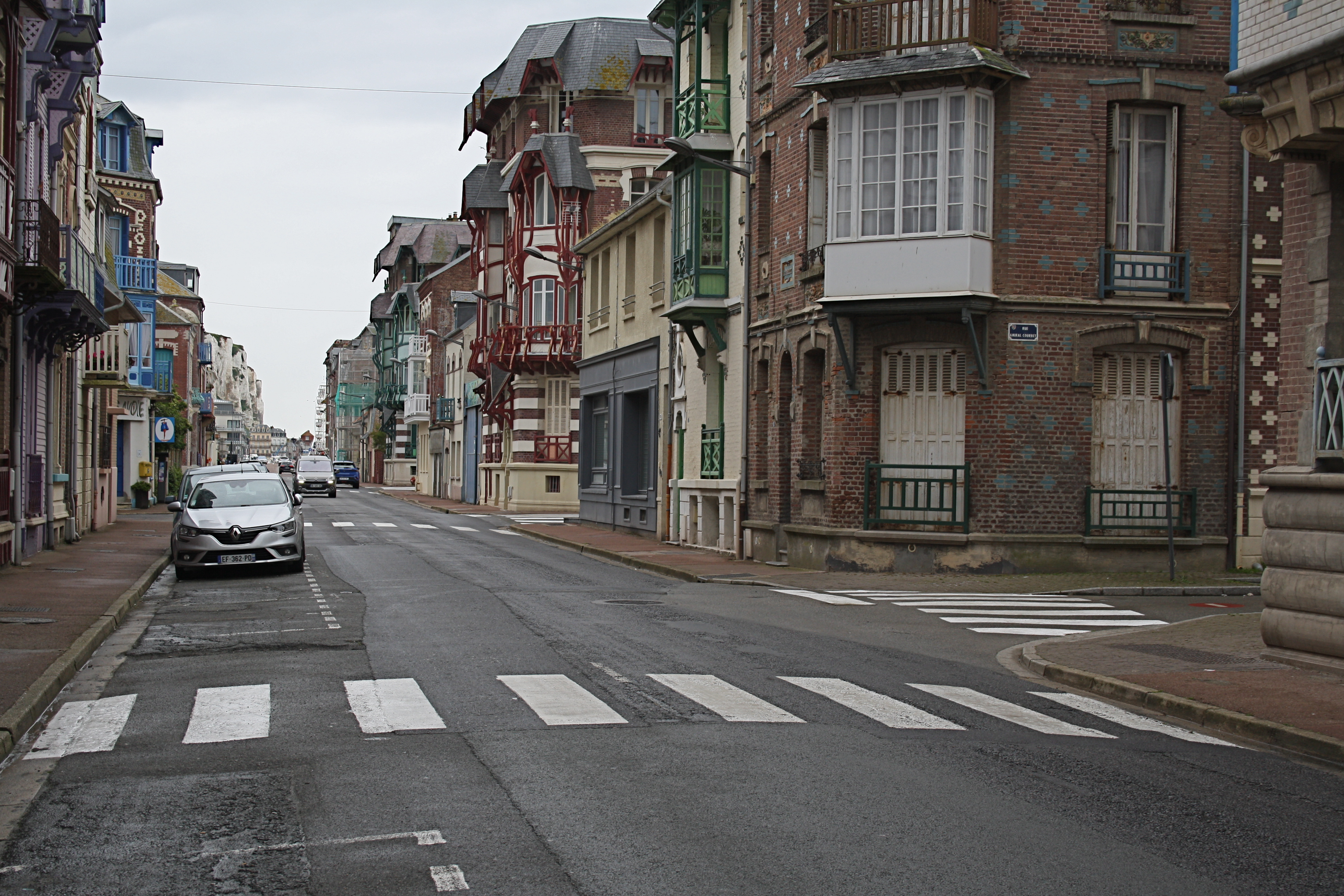
Avenue du Maréchal Foch
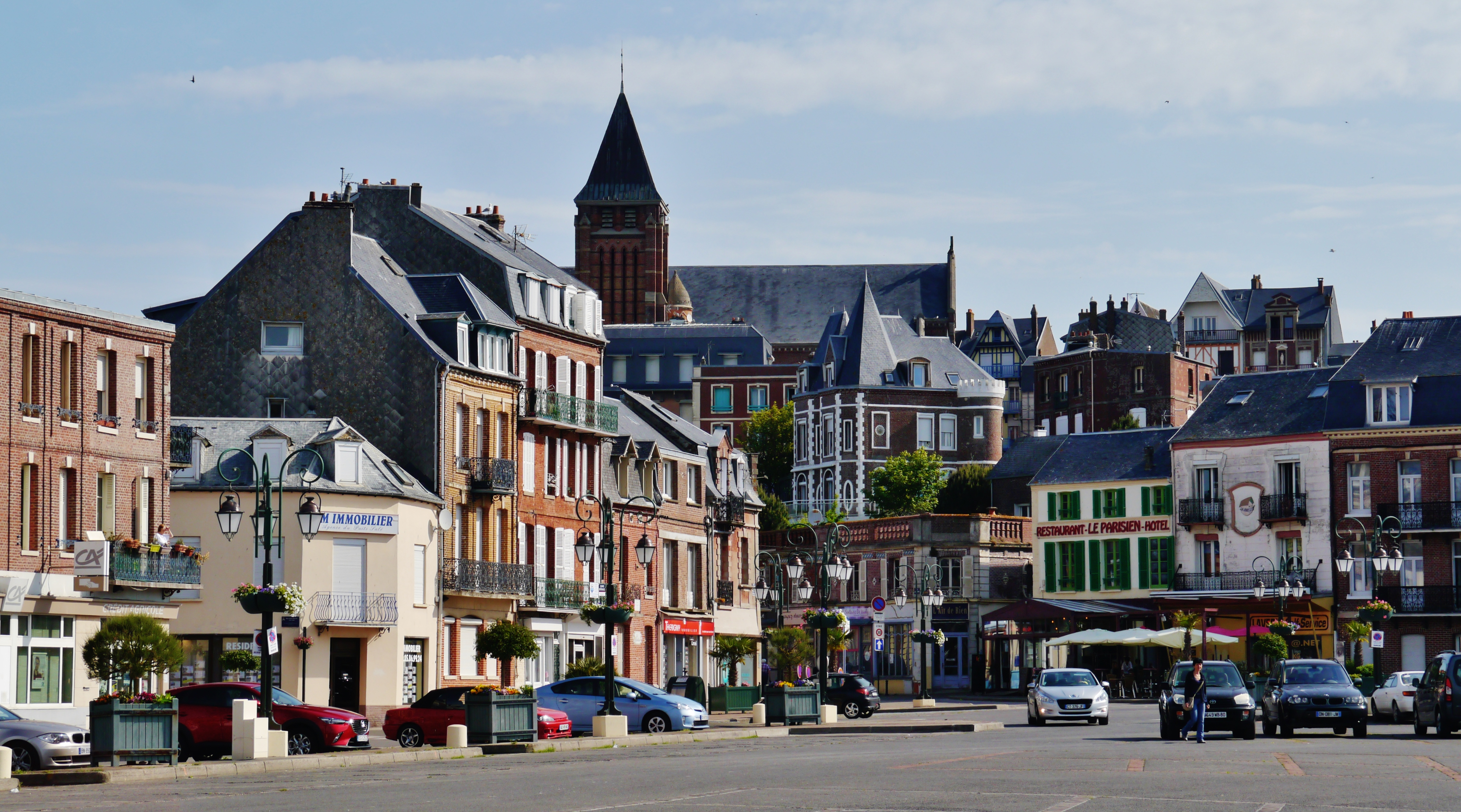
Rue Marcel Holleville und Kirche Saint-Martin
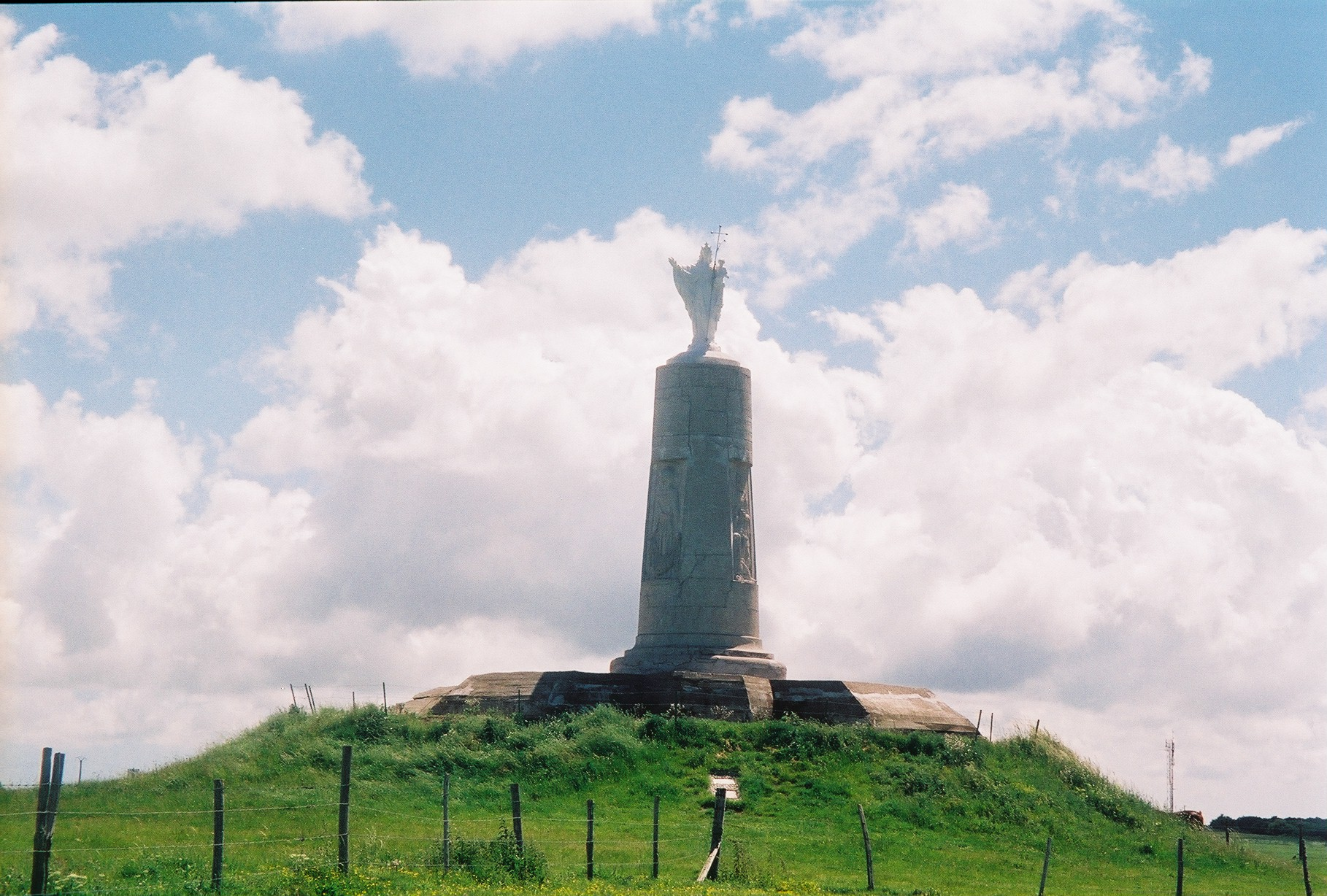
Notre-Dame auf dem „Blockhaus“, einem deutschen Bunker aus dem Zweiten Weltkrieg

## Persönlichkeiten
- Eugène Dabit (1898–1936), Maler und Schriftsteller
- Augustin Chantrel (1906–1956), Fußballspieler